# José Valien
José Valien Royo (Barcelona, 1946) é um ator hispano-brasileiro. Nacionalmente famoso por ser de 1986 a 2010 o garoto-propaganda da cerveja Kaiser. Em 2014, tornou-se garoto-propaganda da tequila El Jimador. Em 2019, gravou comerciais para o Clube de Vinhos Wine.

## Biografia
José Valien chegou ao Brasil com quatorze  anos de idade no ano de 1960. Durante um bom tempo trabalhou como motorista, até o dia que sua vida mudou ao interpretar o "Baixinho da Kaiser", personagem que até hoje é associado a sua imagem. Inicialmente, ele fazia um mero papel dentro da figuração de um comercial, porém o personagem acabou ganhando notoriedade, o que fez Valien trabalhar para a marca por vinte e quatro anos. Atualmente, vive na cidade litorânea do Guarujá.